# Студент (картина)
«Студе́нт» — картина российского художника-реалиста Николая Ярошенко. В настоящее время находится в коллекции и демонстрируется в постоянной экспозиции Государственной Третьяковской галереи в Москве. По мнению некоторых искусствоведов, картина «Студент» — «одна из вершин творчества» самого художника.
По единодушному мнению советских и современных российских искусствоведов, картина изображает представителя передовой молодёжи разночинного этапа освободительного движения в России (в интерпретации разных исследователей, нигилиста или народника). В разное время художественные критики искали соответствие этому образу в российской реалистической литературе XIX века и его отражение в русском классическом театре. Считается, что прототипом для образа студента послужил малоизвестный украинский художник, а в прошлом — иконописец, Филипп Чирка.
Историки русского искусства XIX века в своих работах детально анализировали внешний облик героя картины и те духовные качества, которыми его наделил Николай Ярошенко, цветовую гамму полотна, его фон. С течением времени менялась нравственная оценка персонажа.

## Описание

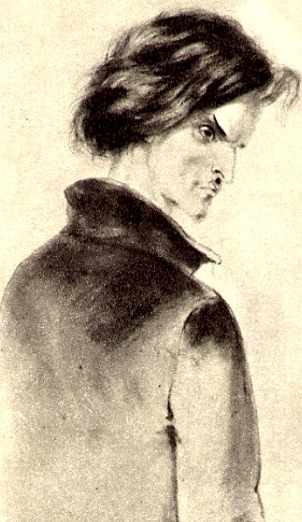
Пётр Боклевский. Родион Раскольников, 1880-е

Герой картины занимает собой почти всё пространство полотна, художник максимально приблизил его к зрителю. На полотне изображена «примелькавшаяся и уж совсем не поэтичная фигура — молодой человек с жидкой бородёнкой, в потрёпанной шляпе и пледе поверх ненового пальто». Тем не менее художник сумел изобразить своего персонажа «исполненным благородства и ума, ощущения своей власти над жизнью, подлинным героем времени». Картина воспроизводит будничные детали на уровне поэзии, наполняет их глубоким значением: «Бледность и худоба, огромная собранность, настороженность твёрдого взгляда из-под низко надвинутой шляпы, точная найденность положения рук, строгая очищенность картины от незначительных деталей — всё это, сливаясь, рисует характер крупный и несгибаемый, страстно устремлённый к высокой цели, ради которой можно без колебаний пренебрегать полуголодным и бездомным существованием, смертельной опасностью». Основатель и первый директор Мемориального музея-усадьбы Н. А. Ярошенко Владимир Секлюцкий обращал внимание на «жиденькие усы и бородку» персонажа. Доктор искусствоведения, академик Российской академии художеств Алла Верещагина подчёркивала дешёвую одежду, старую шляпу и то, что студенту явно холодно. Одну руку герой спрятал за пазухой, другую засунул в карман. Предположительно, он греет руки, замёрзшие на холоде, но, возможно, он что-то (пистолет, бомбу, топор) прячет под одеждой. У некоторых художественных критиков он порождал ассоциации с Родионом Раскольниковым из «Преступления и наказания» Фёдора Достоевского.
Композиция «Студента» динамична. Студент развернулся правым плечом вглубь пространства картины. Этот приём советский искусствовед Фрида Рогинская считала характерным для портретов Ивана Крамского — близкого друга Ярошенко. Тень от шляпы почти скрывает один глаз. Фигура героя полна внутреннего скрытого напряжения.
Российский бытописатель Владимир Гиляровский в очерке «Студенты» писал, что вплоть до 1884 года у российских студентов ещё не было обязательной формы, но они «соблюдали моду». Учащегося вуза узнавали как по манерам, так и по одежде. Самые радикальные студенты одевались по моде 1860-х годов: «длинные волосы, нахлобученная таинственно на глаза шляпа с широченными полями и иногда — верх щегольства — плед и очки». По утверждению Гиляровского, так выглядели студенты до начала контрреформ Александра III. Одевались из-за бедности студенты «кто во что». По словам писателя, «часто на четырёх квартирантов были две пары сапог и две пары платья, что устанавливало очередь: сегодня двое идут на лекции, а двое других дома сидят». В убогой комнате жили по четыре человека, ели либо в столовых, либо всухомятку.
Студент изображён не в интерьере, а на фоне городского ландшафта, так как поле его деятельности не гостиная, а «весь город». Сама атмосфера этого города пропитана «зловещим ожиданием чего-то». Ощущения единства города и героя художник добился средствами живописи: «Более тёмные, чем всё окружение, мазки, положенные вертикальной полосой у левого края, сразу превращают нейтральный фон в угол большого грязновато-серого дома, а белесоватая дымка, объединяя фигуру со средой, создаёт подобие сырого мглистого тумана, который готов, кажется, в любую минуту скрыть этого человека». Алла Верещагина считала, что художник изобразил студента на углу дома, но так, чтобы ни прохожие, ни сама улица не были видны, так как они отвлекали бы внимание зрителя от героя картины. Автор раздела, посвящённого передвижникам, в учебнике для художественных вузов, вышедшем в 1980 году, отмечал, что сдержанность и суровость цветовой гаммы фона создаёт атмосферу конспирации, которая придаёт романтизм образу самого героя.

## Создание картины

### Николай Ярошенко к 1881 году
К 1881 году Николай Ярошенко был уже семь лет женат и столько же времени в чине капитана гвардейской пешей артиллерии трудился начальником мастерской на Петербургском патронном заводе. С 1875 года он был членом Товарищества передвижных художественных выставок. Ярошенко не только выставлял свои картины, но и принимал активное участие в организационной деятельности этого сообщества. В 1880 году он впервые выехал за границу и пять с половиной месяцев прожил в странах Западной Европы, знакомясь с музейными коллекциями. Только в одном Риме он прожил целый месяц. В 1870-е — начале 1890-х годов активно развивается революционное народническое движение. Это вызвало значительный интерес деятелей изобразительного искусства к жанру социального портрета. Больше всего их привлекали крестьянские типы и собирательные образы разночинной интеллигенции.
Литературный и художественный критик журнала «Нива» на рубеже XIX и XX веков Михаил Неведомский писал, что Николай Ярошенко всегда вращался в среде интеллигенции, учащейся молодёжи и писателей-народников. Будучи блестяще образованным человеком, знавшим несколько иностранных языков, он обладал к тому же «даром слова» — даже перед смертью, практически потеряв возможность говорить из-за болезни горла, он приковывал к себе внимание окружающих и «умудрялся тем не менее „вести“ разговор». На своей квартире он на протяжении длительного времени проводил встречи-собрания, получившие название по дню проведения, — «субботы», куда в 1880-е годы, по выражению Михаила Неведомского, «стекалась гурьбой молодёжь».

### Создание картины
Старший научный сотрудник Мемориального музея-усадьбы Н. А. Ярошенко Ирина Поленова писала, что современники не заметили появление полотна. По её словам, «Студент» — «почему-то никого тогда не задевшая, никем не замеченная» картина, поэтому с трудом поддаётся датировке выставка, на которой «Студент» был представлен впервые — в 1881 году, в 1882-м или даже позднее. Также, по её мнению, сложно понять, когда появилось название «Студент», которое заменило первоначальное «Этюд», данное самим художником. Единственное, что, с точки зрения Поленовой, можно утверждать, — это произошло ещё до Октябрьской социалистической революции, и новое название подчёркивает не общественное положение изображённого персонажа, а его убеждения, так как понятия «студент», с одной стороны, и «нигилист» и «революционер», с другой, в те годы были практически синонимами. Алла Верещагина даже приводила в пример этого регулярные обыски, которые проводили в то время царские полицейские по ночам у тех студентов, которые жили отдельно от родных, независимо от наличия данных об их принадлежности к революционным организациям. Первоначальное же название «Этюд» Поленова объясняла остротой восприятия, трепетностью письма, как бы обусловленной непосредственностью первого впечатления художника.
Напротив, советский историк культуры Владимир Порудоминский считал историю создания и экспонирования картины вполне прозрачной и писал о смелости художника, который представил «Этюд» на Х Всероссийской передвижной выставке в самый разгар требований общества обуздать террористов и репрессий властей против них. О прототипе картины исследователь писал предельно осторожно: «В „Этюде“ („Студенте“) некоторые признали портрет молодого художника Чирки, но отыскание прототипа ничего не решает». По его мнению, Ярошенко писал не портрет конкретного человека, обобщённый и типизированный, а «портрет сословия». И современники, по его мнению, воспринимали полотно не как портрет конкретного человека, хотя некоторые из них готовы были признать на нём знакомого им персонажа, а именно «Студента» — социальный типаж. Появление картины на выставке стало проявлением протеста против общественной ситуации в стране.
По-другому интерпретировал проблему создания картины советский искусствовед Владимир Прытков. Он напрямую писал, что прообразом для картины послужил молодой украинский художник Филипп Чирка (в современном произношении — Чирко), который в то время учился в Киевской рисовальной школе. Он приехал в Санкт-Петербург, где встретился с Николаем Ярошенко (документальных свидетельств встречи, однако, не сохранилось). Прытков писал об очевидном портретном сходстве героя картины с прототипом, которое позволило престарелому учителю молодого натурщика Николаю Мурашко узнать в «Студенте» своего ученика. Правда, Ярошенко «типизировал» черты молодого художника, создав «собирательный образ революционно настроенного русского студента периода второго демократического натиска на самодержавный строй». Автор статьи в сборнике «Очерки по истории русского портрета второй половины XIX века» писал, что Ярошенко индивидуальный облик Филиппа Чирки интересовал постольку-поскольку: он выражал типичные особенности уже «сложившегося в представлении» художника облика типичного студента.
Николай Мурашко и Владимир Секлюцкий подробно рассказывали о прототипе персонажа картины. Филипп Чирка происходил из мещанской (Секлюцкий писал, что из рабочей) семьи, учился в иконописной школе Киево-Печерской лавры, откуда поступил в Киевскую рисовальную школу, в 1879 году приехал в Санкт-Петербург, где впоследствии окончил Императорскую академию художеств с малой золотой медалью. Он учился там с 1879 по 1891 год в мастерской художника-баталиста Богдана Виллевальде (Секлюцкий ошибался, когда относил её окончание Чиркой к 1879 году). Николай Мурашко писал о его украинофильских симпатиях и приводил в пример его большую картину «Смерть гетмана Мазепы» с персонажами в человеческий рост, в которой художник в символической форме попытался выразить свою скорбь о «гибели» Малороссии, но в силу слабости своих художественных способностей изобразил главного героя как фигуру «какую-то незначительную, бедную, просто как бы это был какой-нибудь загнанный бюрократик». Филипп Чирка оставил воспоминания под названием «Дореформенная Академия художеств».

### Современники о картине
Российский художественный критик начала 1880-х годов, увидевший полотно «Студент» на выставке передвижников, писал о нём в газете «Южный край»:

«…и что там отразилось в этих глазах, в этих сжатых губах: личная ли злоба за себя, за свою тяжёлую нужду, непосильную борьбу, за свою тающую где-нибудь на сыром и промозглом чердаке жизнь, без ласки и привета, без света и тепла, злоба ли, наконец, порождённая раздутостью претензий, или злоба не за себя?… А ведь эти глаза могли бы засветиться любовью, а ведь эти губы могли бы тронуться улыбкой — и, быть может, эта улыбка была бы улыбкой „смеющегося сквозь слёзы“ юмора… Тронутся ли, засветятся ли?»— Владимир Порудоминский. Ярошенко
Мемуаристка и автор дневника Фаина Дубовская, супруга пейзажиста Николая Дубовско́го, близко знавшая Ярошенко, писала 13 [25] августа 1897 года в своём «Дневнике», что начальство художника, состоявшего на военной службе, считало «Студента» таким типом юноши, который «готов броситься на баррикады». Со слов самого Ярошенко она рассказывала, что начальство, отталкиваясь от создания им широко известных интеллигентной публике четырёх «революционных» полотен: «Заключённый», «Курсистка», «Студент» и «У Литовского замка», сомневалось в возможности поручения ему серьёзного задания, связанного с государственными интересами высокого уровня. Эту же историю рассказывала в своих воспоминаниях супруга Николая Ярошенко Мария, которая называла и имена участников этой дискуссии — председателя Государственного совета великого князя Михаила Николаевича и генерала от артиллерии Леонида Софиано.

## Картина в коллекции Третьяковской галереи
Полотно «Студент» создано в 1881 году. По косвенным свидетельствам современные искусствоведы предполагают, что именно эта картина демонстрировалась на Х Передвижной всероссийской выставке в 1882 году под названиям «Этюд». Другую точку зрения в комментарии к письму Павла Третьякова к художнику Ивану Крамскому из Берлина 7 [19] октября 1881 года высказала современный российский искусствовед, издатель документов, связанных с Николаем Ярошенко, Ирина Поленова. Она считает, что фразу «У Ярошенко этюд приобрёл; хорошая вещь, очень Вам благодарен» можно соотнести с первоначальным названием «Студента» — «Этюд», а из этого делает вывод, что «Студент» экспонировался не на Х, а на IX Передвижной всероссийской выставке, где, по её мнению, картину и приобрёл Третьяков.
В настоящее время полотно «Студент» находится в коллекции и демонстрируется в постоянной экспозиции Государственной Третьяковской галереи в зале № 24 (инв. 689). В советское время она демонстрировалась в зале № 13. Техника исполнения — масляная живопись по холсту, размер полотна — 87 × 60 см, слева внизу находится подпись «Н. Ярошенко 1881». Эта картина, по мнению сотрудников музея, была приобретена Павлом Третьяковым до 1893 года.
Картина «Студент» была неоднократно представлена на престижных национальных и международных выставках. Среди них: выставка произведений Ивана Шишкина и Николая Ярошенко в 1898 году — в Санкт-Петербурге (под названием «Юноша»), в 1899 году — выставка Ярошенко в Москве (под тем же названием), в 1958—1959 годах — в Таллине и Тарту, в 1962 году — в Будапеште, в 1969 году — в Варшаве, в 1971—1972 годах — в Москве, Ленинграде, Киеве и Минске, в 1972—1973 годах — в Баден-Бадене, Праге, Дортмунде и Братиславе, в 1976 году в Вене и Граце, в 1976 году в Берлине, в 1978 году в Париже, в 1980—1981 годах в Стокгольме и Гётеборге, в 1981 году в Копенгагене, в 1986—1987 годах — в городах США Чикаго, Вашингтон, Лос-Анджелес и Бостон, в 1991 году в Генуе и Монце, в 1993 году — в японских городах Токио, Нара и Фукуока, в 1999—2000 годах — в Мадриде и Бильбао, в 2005 году — в Государственном историческом музее (Москва), в 2006 году — в Пекине.

## Особенности картины в трактовке искусствоведов и художественных критиков

### Дореволюционная критика о картине

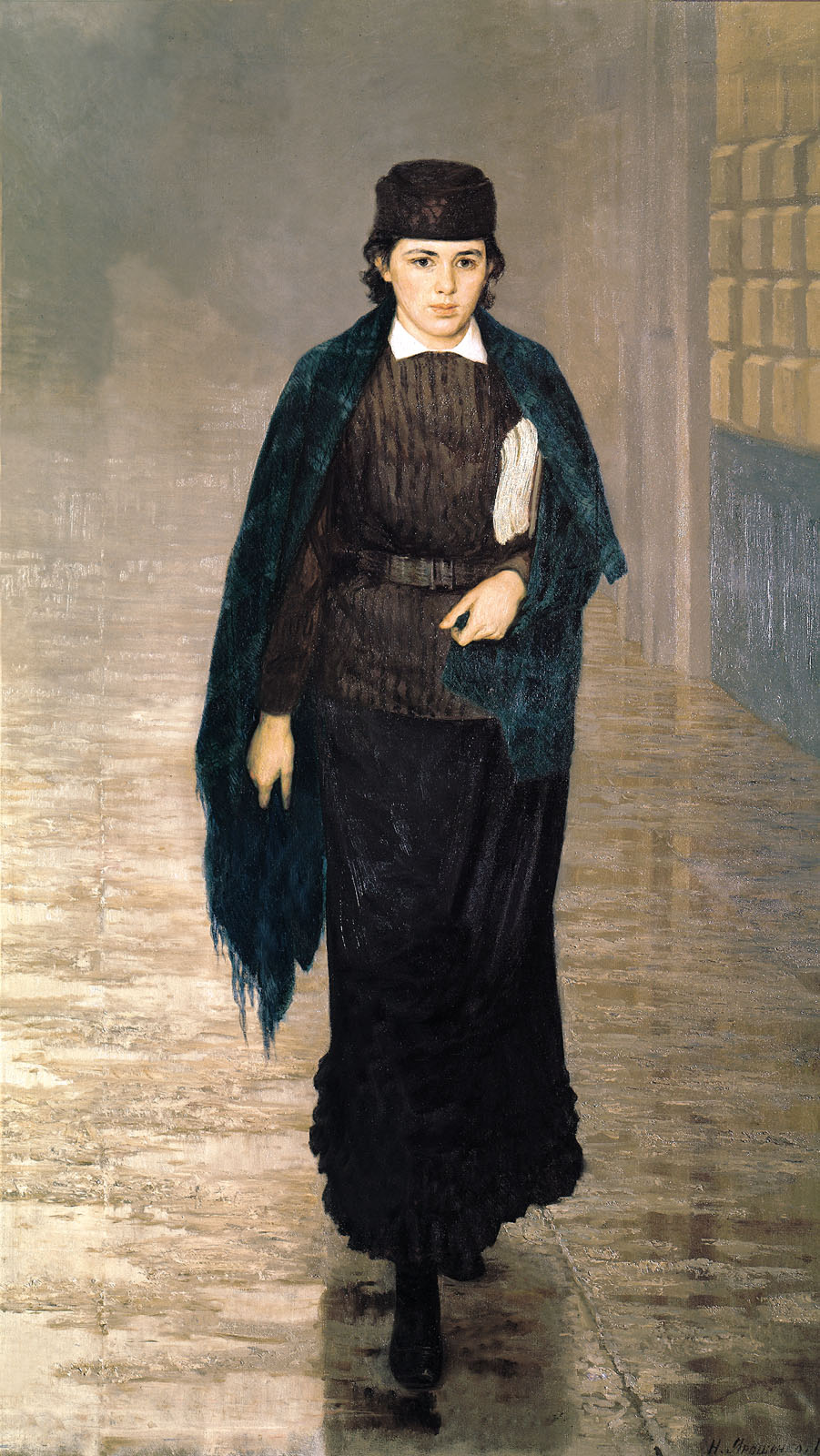
Николай Ярошенко. «Курсистка», вариант картины из Национального музея «Киевская картинная галерея», 1883 год

О типичности облика студента Ярошенко писал российский актёр Юрий Юрьев, описывая роль студента Мелузова на сцене Малого театра, исполненную Михаилом Садовским в пьесе Александра Островского «Таланты и поклонники». Он утверждал, что «художник так же удачно на полотне, как Садовский на сцене, изобразил молодого интеллигента своего поколения». Объясняя это своё замечание, Юрьев отмечал внешнее сходство образов, созданных Садовским и Ярошенко (редкая бородка, длинные волосы, клетчатый плед, короткий чёрный сюртук, тёмная фетровая «пушкинская» шляпа, сутулость и угловатость в движениях, замкнутость и сосредоточенность на своих мыслях, впечатление отсутствия связи с окружающими).
Михаил Неведомский воспринимал «Студента» как изображение передовой молодёжи 1870-х годов. Он считал эту картину одной из двух лучших работ художника на эту тему наряду с полотном «Курсистка», поэтому сожалел, что Третьяковская галерея в 1899 году наотрез отказалась предоставить эту работу художника на «Посмертную выставку И. И. Ендогурова, И. И. Шишкина и Н. А. Ярошенко». Он писал, что герой полотна смотрит из-под полей фетровой шляпы отважно и пытливо, но в то же время по-детски. Его глаза — «глаза идеалиста, готового ринуться в бой за те огромные, светлые идеи, которыми переполнены были юноши той эпохи». Неведомский писал, что сам Николай Ярошенко был настоящим интеллигентом-семидесятником и поэтому так тонко чувствовал и глубоко понимал проблемы своего времени. Он без сомнения любил своих героев, поэтому «две маленькие картинки» «Курсистка» и «Студент» дают, с точки зрения исследователя, больше материала для понимания эпохи, чем целые трактаты. Сравнивая между собой эти две картины, Неведомский утверждал, что первая написана «в гораздо более широкой и яркой манере», чем вторая. И ту, и другую художественный критик относил ко второй и наиболее ценной в творческом отношении группе полотен художника — «изображениям интеллигентов, типы и портреты». Двумя другими группами картин Ярошенко он считал картины, проповедующие гуманность и любовь «к униженным и оскорблённым», и полотна на «спокойные», по его словам, жанровые сюжеты, сюда же он относил и пейзажи художника.

### Советские искусствоведы о «Студенте»
В 1938 году в Кисловодске прошёл народный праздник в честь Николая Ярошенко. Отдел народного просвещения Совета депутатов Кисловодска выпустил по этому случаю афишу, в которой говорилось, что художник посвятил своё творчество изображению жизни российского пролетариата и передовой учащейся молодёжи, но «Студента» (а также «Курсистку») афиша характеризовала как «тягостную картину из жизни жертв буржуазного строя».

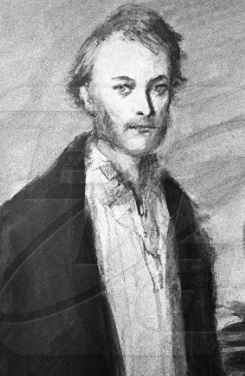
Константин Рудаков. Портрет Евгения Базарова из иллюстраций к «Отцам и детям», 1940-е

Советский искусствовед Фрида Рогинская пыталась найти литературные параллели герою картины. По её мнению, он вызывает в памяти зрителя Родиона Раскольникова и Евгения Базарова. Вместе с тем герой Ярошенко лиричен, что не характерно для персонажа романа «Отцы и дети». Ещё большее сходство в «Студенте» Рогинская находила с Андреем Кожуховым, героем одноимённого романа  писателя-народника Сергея Степняка-Кравчинского. По её мнению, их роднят горячая вера и внутренняя сдержанная патетика.
Сотрудник Научно-исследовательского института теории и истории изобразительных искусств Академии художеств СССР Владимир Прытков писал, что «Студент» — «яркий социально-типический образ представителя передовой революционно настроенной русской учащейся молодёжи конца 70-х — начала 80-х годов». Он отмечал, что художник удачно подметил характерные черты внешнего облика разночинца той поры: потрёпанная шляпа и традиционный плед, наброшенный на плечи. Удачно, с его точки зрения, определена композиция картины: тёмный силуэт на светлом, голубовато-сером фоне стены, полотно можно охватить одним взглядом. Художник правильно подчеркнул средствами живописи и духовные особенности своего героя: засунутые, одна — в карман, другая — за борт сюртука, руки, наклон головы, положение тела («словно притаившаяся за углом дома фигура» студента), надвинутая на лоб шляпа, настороженно смотрящие из-под широких полей шляпы глаза показывают скрытность и готовность героя к действию. Лицо студента Ярошенко изобразил бледным, обрамлённым «длинными каштановыми волосами и подстриженной рыжеватой бородкой». Именно на лицо героя направлен свет на полотне. Лицо с орлиным носом, «твёрдым подбородком» и пристальным взглядом отражает ум, решительность, собранность и осторожность. Прытков сравнивал героя картины с согнутой стальной пружиной.
Николай Ярошенко выбрал точку зрения снизу вверх и предельно «лаконично» изобразил силуэт персонажа, что придало его образу значительность. По мнению Прыткова, художник изобразил не просто интеллигентного студента-разночинца, а революционера. На конспиративный характер его деятельности он указал с помощью едва виднеющегося рукава полинявшей красной «народнической рубашки». С точки зрения Прыткова, не было это тайной и для властей, поэтому на допросе Ярошенко наряду с картинами «У Литовского замка» и «Заключённый» пришлось объясняться и по поводу «Студента». Прытков утверждал, что, будучи художником-реалистом, Ярошенко не только испытывал симпатию к революционерам-народникам, но и видел их трагическую обречённость и жертвенность.
Владимир Прытков отмечал мастерство живописца в картине: умело изображён «насыщенный влагой холодный осенний воздух, смягчающий резкость очертаний и звучность цвета». Зритель легко определяет по этим признакам, что действие картины происходит в Санкт-Петербурге. Художник «объединил в общий тон коричневато-серый плед, чёрный сюртук, чёрную шляпу, серую стену большого дома».

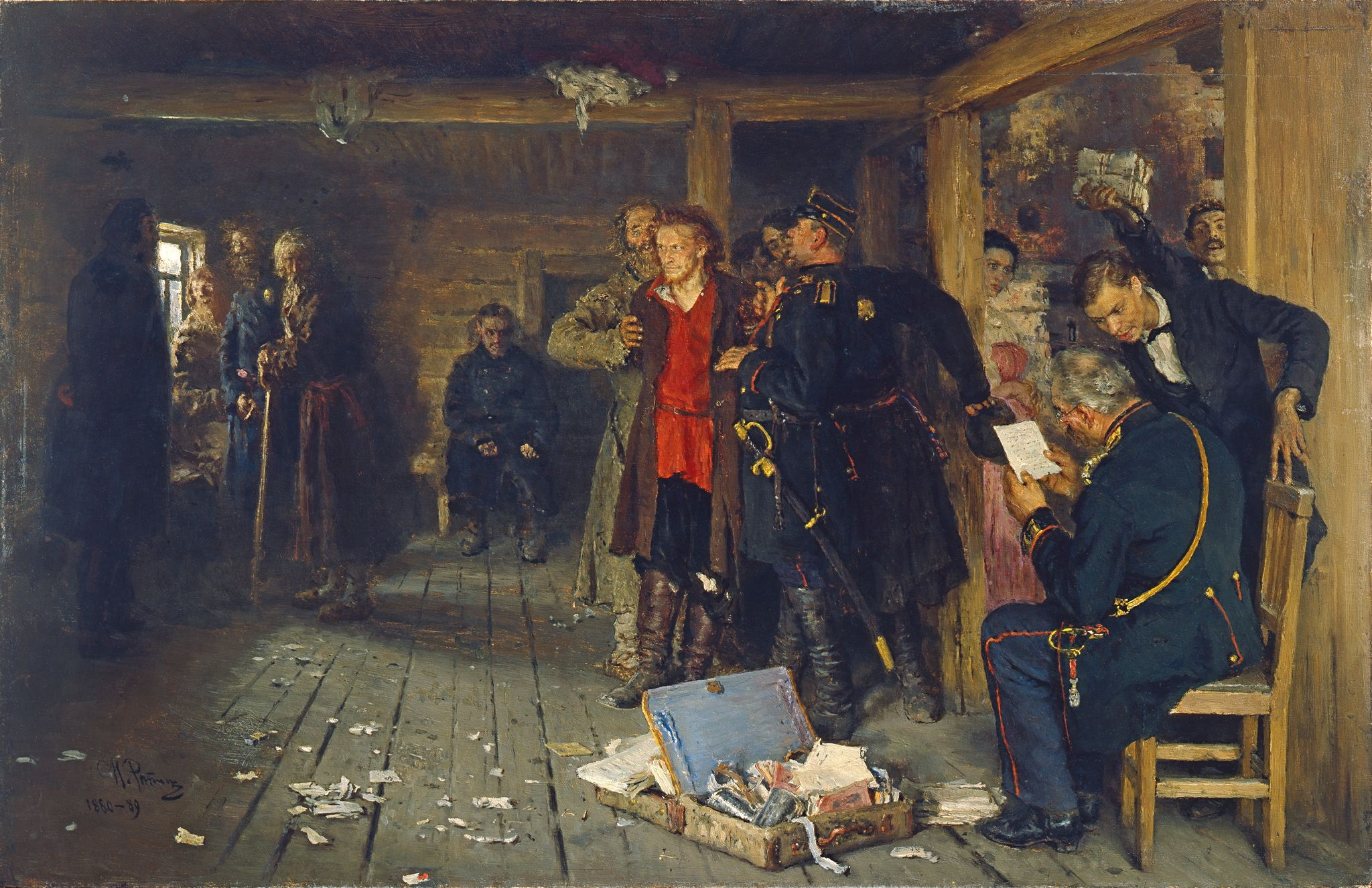
Илья Репин. Арест пропагандиста, 1895

Тот же Владимир Прытков, отталкиваясь от сравнения Юрия Юрьева, определял наряду с общими чертами, указанными русским актёром, не менее важную особенность двух образов, ускользнувшую от него. Борьба с обществом Мелузова ограничивается просветительской деятельностью. Герой «Студента» — не просветитель, а революционер, поэтому искусствовед ставил его в один ряд с Гришей Добросклоновым из поэмы Николая Некрасова «Кому на Руси жить хорошо». Среди близких ему визуальных образов, созданных современными Ярошенко художниками, он выделял персонажей Василия Перова на так и не оконченной картине «Спор о вере» (Русский музей, 1871) и на рисунке «Сцена в вагоне» («Спор о вере», Третьяковская галерея, 1880, 24 × 33,5 см), а также на полотне Ильи Репина «Арест пропагандиста» (1878—1895, Третьяковская галерея). В каталогах Русского музея 1980 и 2017 годов, однако, отсутствует картина Перова «Спор о вере», зато присутствует «Беседа двух студентов с монахом у часовни» (эскиз, 1871, холст, масло, 53,5 × 71,5 см, инв. Ж-2460), которую, очевидно, имел в виду Прытков.
Владимир Секлюцкий обращал внимание, что герой картины резко отличается от более позднего типа «буржуазного студента в мундире», писал о соединении ненависти и убеждённости во взгляде героя картины, которым мог быть только революционер-народник, член террористической группы, прошедший через тюрьму и ссылку (Фрида Рогинская в очерке о Николае Ярошенко, вышедшем в 1944 году, находила в образе «Студента» не народника, а русского нигилиста, то есть представителя предыдущего поколения русских революционеров, относящегося к 1850-м — 1860-м годам). Вместе с тем, по его мнению, Ярошенко «всё так умно и ловко скомпоновал», что цензура оказалась беспомощной перед этой картиной. Находясь на передвижной выставке, она, по убеждению Секлюцкого, привлекала внимание и симпатии зрителей к образу представителя русской передовой молодёжи. Ярошенко заметил Филиппа Чирка, нашёл его интересным человеком и подходящим под тип современного студента, который он собирался изобразить. Секлюцкий утверждал, что если картины Ярошенко «Курсистка» и «Старое и молодое» говорили об участии передовой молодёжи в теоретических дискуссиях, то в его картинах «У Литовского замка» и «Студент» она показана уже в революционном действии.
Кандидат филологических наук Элеонора Гомберг-Вержбинская писала, что «Студент» и «Курсистка» находятся на грани между портретным и бытовым жанром. Она предлагала именовать их историческими портретами, поскольку художника интересовала социальная типичность персонажей этих полотен. Самого «Студента» исследовательница относила к типу «конспиратора-заговорщика». Кандидат искусствоведения Софья Гольдштейн, анализируя картину «Студент», отмечала, что тема революционной интеллигенции раскрывалась художником не столько в жанровых сценах, сколько в типичных образах молодых людей его времени. Это полотно, по её мнению, бесспорно является портретом худого и высокого юноши — Филиппа Чирка, но принадлежит к числу «наиболее выразительных социально-типических образов в русском искусстве XIX века». Как и её современник Владимир Прытков, Гольдштейн в первую очередь писала, что бледное лицо, настойчивый взгляд из-под низко надвинутой на лоб шляпы позволяют предположить в герое картины стойкость и мужество, «натуру сосредоточенную и замкнутую, сложившуюся в атмосфере строгой конспирации». Как и Прытков, она делает акцент на лаконизме, силуэтности изображения, аскетичности колорита, которые передают суровую романтику студента-революционера. В портрете конкретного человека художник подчёркивает то, что способствует его восприятию как собирательного образа.
По мнению Аллы Верещагиной, художнику в этой картине удалось то, что оказывалось для него недостижимым в предыдущих работах, — историческое обобщение. Именно здесь ему удалось показать особый тип человека своего времени. Алла Верещагина отмечала властность взгляда героя полотна. Его волевой характер, ум, «незаурядная внутренняя сила», молодость приковывают к себе внимание зрителя. Она называла студента «родным братом» Андрея Желябова, Николая Кибальчича, Александра Ульянова и Степана Халтурина и считала этот образ собирательным. Сумеречный и сдержанный колорит полотна, по мнению исследовательницы, соответствует трагической обречённости революционеров этого поколения. Тем не менее художник смягчил резкие и яркие краски, объединив всё пространство полотна серовато-желтоватой дымкой, которая передаёт петербургский туман. Верещагина обращала внимание, что художник очень точно подобрал цветовую гамму: глаза — серо-голубые, плед — коричневато-зеленоватый, лента — серо-голубая, стена — тускло-серая. Рефлексы неба, сырых камней, из которых сложены дома, пятна желтовато-голубоватого тумана отражаются на стене, являющейся фоном картины. Напротив, отсветы стены и пледа заметны на лице и волосах героя.

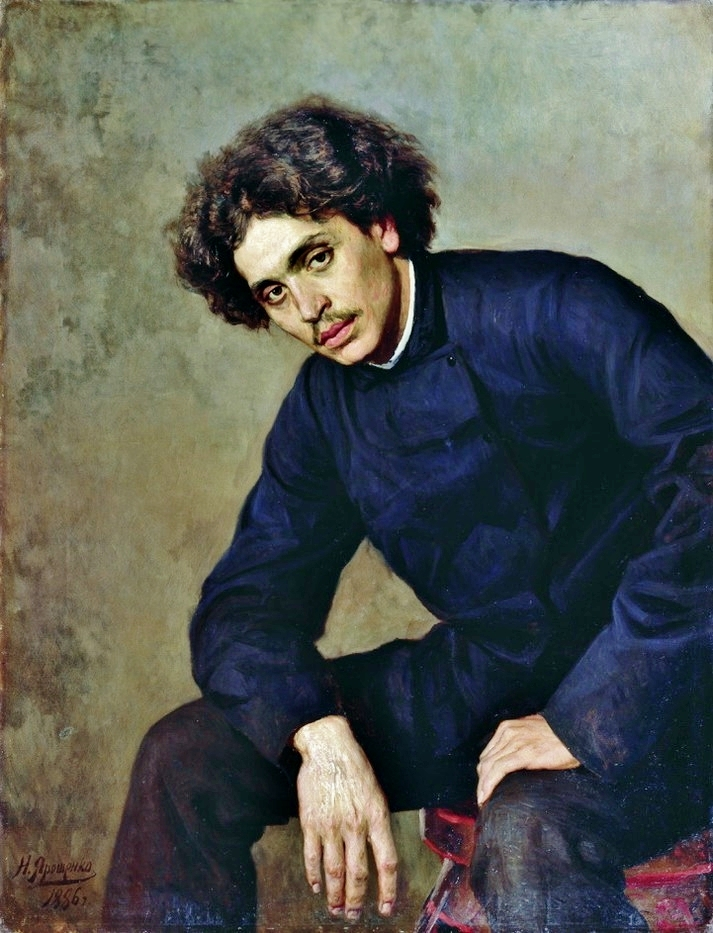
Николай Ярошенко. Портрет молодого человека, 1886

Владимир Порудоминский сравнивал два полотна художника, которые отделяют пять лет, — «Студента» и «Юношу перед экзаменами». На второй картине изображён юноша за письменным столом после бессонной ночи; на столе раскрытая книга, окурки и стакан чая, румяный герой оторвал взгляд от учебника и смотрит вдаль. Он отмечал, что этот персонаж не растерял идеалов юности, но у него нет ничего общего «с жёстким, настороженным, всё решившим и на всё готовым, беспощадно и дерзко смотрящим прямо в глаза зрителям» студентом 1881 года. Персонаж 1886 года «слезу прольёт над страданиями народными», способен стать полезным для общества врачом или адвокатом, но он вял и, по выражению Порудоминского, «единичен», даже при том, что таких юношей было во много раз больше, чем «студентов» 1881 года, «похожих на стальной клинок, державших экзамены на сходке, в уличной перестрелке, в Литовском замке, на эшафоте». Порудоминский считал «Юношу перед экзаменами» правдивым изображением студенческого поколения 1880-х годов, когда «добрые и честные молодые люди утратили веру в победу боем, в скорый рассвет, настроились на долгое, незаметное служение».
В 1886 году Ярошенко также написал «Портрет молодого человека» (холст, масло, 101 × 77 см, Вятский художественный музей имени В. М. и А. М. Васнецовых), который современные зрители называли «Студентом» — «молодой человек присел на табурет, опершись локтём о колено, он внимательно слушает невидимого собеседника, серьёзно думает». Порудоминский писал, что в отсутствие внешнего сходства, руки, спрятанной за пазухой, современные газеты сразу узнали в этом персонаже героя картины 1881 года. Газета «Новое время» писала о «молодом человеке… голодном до ненависти», о «взъерошенном молодце с волчьим голодом в глазах». Сам Порудоминский разошёлся во мнении с художественным критиком газеты. Он увидел в глазах персонажа 1886 года отсутствие «прицельной сосредоточенности» и «стальной решимости», «конспиративности» и «напряжённой готовности к действию» «Студента» 1881 года, хотя и считал в творчестве Ярошенко, как и в истории Российской империи того времени, продолжением «Этюда» 1881 года не благодушного «Юношу перед экзаменом», а «Портрет молодого человека» 1886 года. Он находил в этом полотне «внутреннюю собранность, убеждённость, может быть, даже несколько большую склонность к размышлению, образованность, широту взгляда». Персонаж этот — человек, не разучившийся мечтать «с упрямой, подспудной работой мысли».
Ирина Поленова увидела на картине «Студент» изображённый «в облике одного человека портрет целого поколения». По её мнению, герой полотна «порождён городом и силён его поддержкой». Она писала, что «он [находится] везде, но он неуловим, город без него немыслим». Поленова сравнивала «Студента» с «Курсисткой» и отмечала, что способ изображения города на обоих полотнах один и тот же — «не подробности, а характер». Однако образ города представлен зрителю по-разному. На картине «Студент» город окутывает романтическая таинственность, отсутствующая в «Курсистке», хотя изображён, по её мнению, «тот же скошенный по диагонали тротуар, покрытый слякотью, серый фасад, голубоватый туман».

### Современные российские искусствоведы о полотне

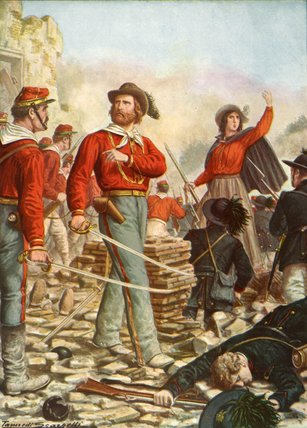
. Джузеппе Гарибальди и его жена Анита при обороне Рима в 1849 году, 1929

Доктор искусствоведения Раиса Кирсанова, отталкиваясь от сравнения Михаила Садовского в роли Мелузова и «Студента» Юрьева, писала, что пьеса Островского «Таланты и поклонники» была поставлена в декабре того же 1881 года, что и написана картина. По её мнению, Садовский ориентировался в создании своего сценического образа именно на полотно Ярошенко. Будучи специалистом по истории моды, она также отмечала, что «пушкинская шляпа» к Пушкину не имеет отношения и отличается от шляпы с его посмертного портрета 1839 года. Молодёжь носила шляпы, подобные изображённой на картине «Студент», в честь Джузеппе Гарибальди, отличительной особенностью гардероба которого была шляпа калабреза.
Доктор исторических наук, профессор Саратовского государственного университета имени Н. Г. Чернышевского Николай Троицкий называл картину «Студент» шедевром и охарактеризовал её как собирательный тип мужчины-народовольца (аналогично он оценивал полотно «Курсистка», но в применении к подобному женскому типу). По его мнению, Николай Ярошенко был вторым после Ильи Репина «художественным изобразителем народничества» и утверждал в этих картинах «нравственное превосходство героев народничества над царскими карателями».
Алла Верещагина в статье 2008 года (в отличие от своих же работ советского периода) пишет о неоднозначности образа «Студента». Он, по мнению Верещагиной, вызывает сочувствие, так как является преследуемым, но одновременно внушает испуг, вселяет ощущение тревоги. Герой «словно… притаился, поджидая жертву», он немного наклонился и находится в напряжении, как если бы хотел осуществить «решающий шаг». С точки зрения исследовательницы, уже зрители 1881 года давали себе отчёт, что народники были не только «преследуемыми властью», но и «нападающими».
Ирина Поленова отмечала в своём очерке «Классический передвижник», созданном в 2018 году, что художнику удалось угадать за обликом изображённого им персонажа триединство «образа мыслей», «образа жизни» и «времени действия». Картина передаёт «лихорадочные» годы, когда радикально настроенные люди, имея убеждения и веру, осознавая свою необходимость, готовы были к активному действию. Поленова отмечала «безошибочность» фона, избранного художником. Студент не мог быть представленным в интерьере, так как он ощущает опасность и ускользает от неё. Нейтральность фона показывает также масштабы явления, которое представляет юноша. Мягкая дымка, окутывающая фигуру и сближающая его с фоном, указывает на туман и на Санкт-Петербург (или какой-то другой крупный город империи). Поленова считала, что только в «Студенте» Ярошенко использовал элементы плакатности, которая в целом не характерна для его творчества.
Среди художественных принципов особого типа картины, созданного Николаем Ярошенко, Ирина Поленова в применении к «Студенту» называла следующие:
- однофигурная композиция, близкая к психологическому портрету;
- картина посвящена современнику-горожанину, которого автор воспринимает с позиции интеллигента-демократа;
- герой — человек «не действующий», а «думающий», которого отличают цельность, благородство, активность мысли. Он не бывает прозаичным, погружённым в бытовые заботы, так как поглощён общественными интересами;
- беспредметность фона, отсутствие деталей или их минимальное количество. Это, по мнению искусствоведа, даёт картине конкретность в социальном и временном плане.